# キリスト教系出版社の一覧
キリスト教系出版社の一覧(きりすときょうけいしゅっぱんしゃのいちらん)は、キリスト教関係の書籍などを出版している出版社、もしくはキリスト教の団体の中の出版部門を扱う。営利事業を行っているか否かを問わない。

## 一覧

### あ行
- イーグレープ（超教派）
- いのちのことば社（TEAMの事業の一部/福音派）
- 生ける水の川(聖霊派)
- エターナル・ライフ・ミニストリーズ(カリスマ派)
- エマオ出版（福音派/注解書/ディスペンセーション主義）
- ICM出版
- アストン株式会社（主の十字架クリスチャンセンター）
- オメガジャパン（超教派/イスラエル）

### か行
- カナン出版（マリア福音姉妹会）
- キリスト新聞社
- 教文館（元、日本メソジスト教会の事業/超教派）
- クリスチャントゥデイ
- 小峯書店（改革派）
- 雲の間にある虹出版（主の十字架クリスチャンセンター）

### さ行
- 地引網出版
- 新教出版社
- すぐ書房
- 聖書図書刊行会
- 正教時報社（日本ハリストス正教会）
- 聖母の騎士社
- 聖恵授産所（日本キリスト改革派教会）
- 聖文社
- CLC出版（超教派）
- 新世社
- 聖書同盟（超教派）

### た行
- 待晨堂（無教会派系の出版社だが主に新刊と古書のキリスト教書籍を扱っている書店）
- 伝道出版社（福音派・ブラザレン/注解書/ディスペンセーション主義）
- ツラノ書院（超教派）
- 地引網出版（超教派）

### な行
- 日本基督教団出版局（エキュメニズム）

### は行
- ファミリー・フォーラム・ジャパン（フォーカス・オン・ザ・ファミリー）
- 福音文書刊行会（ホーリネスなどのきよめ派の出版社）
- プレイズ出版（全日本リバイバルミッション）

### ま行
- マルコーシュ・パブリケーション（カリスマ派）
- み声新聞社（主の十字架クリスチャンセンター）

### や行
- 羊群社（超教派）

### ら行
- ヨルダン社
- ロゴス出版社（超教派）